# Wiedersehen mit Brideshead (Film)
Wiedersehen mit Brideshead ist ein britischer Spielfilm aus dem Jahr 2008. Nach der mehrteiligen Fernsehproduktion von 1981 handelt es sich um die zweite Verfilmung des gleichnamigen Romans von Evelyn Waugh.

## Handlung
In den 1920er-Jahren lernt der bürgerliche Oxford-Student Charles Ryder, der eigentlich Maler werden möchte, an der Universität den jungen Adligen Sebastian Flyte kennen. Sebastian stellt Charles auf dem Familiensitz, dem hochherrschaftlichen Schloss Brideshead, seiner Familie vor. Lady Marchmain, die Mutter, ist eine tiefgläubige Katholikin und führt ein strenges Regiment über ihre Kinder Lord Brideshead, genannt „Bridey“, Sebastian, Julia und Cordelia. Charles, der sich als Atheist bezeichnet, kann mit der rigiden Religiosität der Familie, unter der besonders Sebastian leidet, wenig anfangen. Das Verhältnis zwischen Charles und Sebastian ist von homoerotischer Romantik geprägt, allerdings ist Charles auch von der selbstbewussten und eigenwilligen Julia fasziniert. Julia und Sebastian besuchen mit Charles ihren Vater Lord Marchmain, der die Familie verlassen hat und mit seiner Geliebten Cara in Venedig lebt. Als Sebastian beobachtet, wie Charles und Julia sich näherkommen und sich küssen, geht er aus Eifersucht auf Distanz zu Charles. Zurück in England macht Lady Marchmain Charles klar, dass Julia nach Gottes Gebot nur einen Katholiken heiraten könne. Allerdings bittet sie Charles, zum Ball zu Julias 21. Geburtstag nach Brideshead zu kommen und sich um Sebastian zu kümmern, dessen Alkoholproblem immer größer wird. Auf dem Ball gibt Lady Marchmain Julias Verlobung mit Rex Mottram bekannt. Julia gesteht Charles, dass sie ständig an die romantischen Tage mit ihm in Venedig denken müsse, sie aber keine andere Wahl habe als Mottram zu heiraten. Sebastian taucht sturzbetrunken und im Straßenanzug auf dem Ball auf und randaliert, es kommt zum Eklat. Als Charles Lady Marchmain vorwirft, durch ihren religiösen Psychoterror für Sebastians unglücklichen Zustand verantwortlich zu sein, wirft sie Charles hinaus.
Vier Jahre später sucht die todkranke Lady Marchmain Charles auf und bittet ihn, Sebastian zurückzuholen, der sich in Marokko aufhält. Dort findet Charles seinen alten Freund in einem Krankenhaus auf, wo er sich von einer Grippe erholt. Sebastian, von seiner Alkoholsucht geschwächt, ist nicht reisefähig; er versichert Charles, hier mit seinem deutschen Lebensgefährten Kurt ein zufriedenes Leben fernab seiner Familie zu führen. Lady Marchmain stirbt, ohne ihren jüngeren Sohn noch einmal gesehen zu haben.
Wieder einige Jahre später ist Charles Ryder ein erfolgreicher Maler und verheiratet. Mit seiner Ehefrau Celia reist er von Südamerika nach England. Auf dem Schiff begegnet er Julia, die alte Liebe flammt wieder auf. Sie beschließen, sich von ihren Ehepartnern scheiden zu lassen, und leben in England offiziell zusammen. In einem Gespräch zwischen Charles und Rex Mottram erklärt Mottram großspurig, dass er Julia nur wegen ihrer gesellschaftlichen Stellung geheiratet habe und pro forma zum Katholizismus konvertiert sei, ohne tatsächlich gläubig zu sein. Spöttisch hält er Charles vor, dass dieser damals hätte Julia heiraten können, wenn er genauso geheuchelt hätte. Rex bietet Charles an, gegen Überlassung von zweien seiner Bilder der Scheidung zuzustimmen, Charles ist einverstanden. Julia hat an der Tür das Gespräch belauscht und ist schockiert. Sie wirft Charles vor, sie Rex abgekauft zu haben, zweifelt an seiner Liebe und fragt ihn, ob es ihm tatsächlich um sie gehe oder eher um das von ihm geliebte Schloss Brideshead. Als Beweis seiner Liebe bietet er ihr an, vom Schloss fortzuziehen. Als Charles und Julia gerade abreisen wollen, erscheint der schwerkranke Lord Marchmain mit Cara, um seine letzten Lebensmonate auf Brideshead zu verbringen. Julia und Charles bleiben. Außer Sebastian, der als Pförtner im Krankenhaus in Marokko arbeitet, sind alle Kinder anwesend. Der alte Lord, der nichts von Religion hält, widersetzt sich dem Drängen seiner Kinder, den Priester zu sehen und sich mit der Kirche auszusöhnen. Deshalb gerät Charles, der auf Marchmains Seite ist, mit Julia in Streit. Als der nicht mehr ansprechbare Lord Marchmain im Sterben liegt, erscheint auf Veranlassung seiner Kinder der Priester und erteilt ihm die Absolution. Marchmain schlägt mit letzter Kraft das Kreuz und gibt zur Erleichterung seiner Kinder so ein Zeichen seiner Versöhnung mit Gott. Julia trennt sich anschließend von Charles, da ihr die Gebote ihrer Religion wichtiger sind als die „sündige“ Beziehung mit dem Mann, den sie liebt.
Als Offizier der britischen Armee kommt Charles Ryder später im Zweiten Weltkrieg wieder ins Schloss, das seiner Einheit als Quartier zugewiesen wurde. Er erfährt, dass Julia, die jetzige Eigentümerin, sich in Übersee aufhält und ihr ältester Bruder Bridey gefallen ist. In der Schlosskapelle ziehen vor seinem inneren Auge Bilder von den glücklichen Tagen mit Sebastian und Julia vorüber.

## Synchronisation
Die deutsche Synchronisation entstand nach einem Synchronbuch von Susanna Bonasewicz, die auch für die Dialogregie verantwortlich zeichnete. Die Tonaufnahmen fanden 2008 in der Synchronfirma Christa Kistner Synchronproduktion in Potsdam statt.
| Rolle           | Darsteller/in      | Dt. Synchronsprecher/in |
| --------------- | ------------------ | ----------------------- |
| Charles Ryder   | Matthew Goode      | Norman Matt             |
| Julia Flyte     | Hayley Atwell      | Stephanie Kellner       |
| Sebastian Flyte | Ben Whishaw        | Tobias Nath             |
| Lady Marchmain  | Emma Thompson      | Monica Bielenstein      |
| Lord Marchmain  | Michael Gambon     | Otto Mellies            |
| Cara            | Greta Scacchi      | Helga Sasse             |
| Edward Ryder    | Patrick Malahide   | Reinhard Kuhnert        |
| Celia Ryder     | Anna Madeley       | Marion Musiol           |
| Bridey Flyte    | Ed Stoppard        | Viktor Neumann          |
| Cordelia Flyte  | Felicity Jones     | Kaya Marie Möller       |
| Rex Mottram     | Jonathan Cake      | Erich Räuker            |
| Antony Blanche  | Joseph Beattie     | Peter Lontzek           |
| Pater Mackay    | Niall Buggy        | Frank-Otto Schenk       |
| Kurt            | Tom Wlaschiha      | Tom Wlaschiha           |
| Barbier         | David Barrass      | Ernst Meincke           |
| Boy Mulcaster   | Mark Field         | Michael Iwannek         |
| Cousin Jasper   | Richard Teverson   | Dennis Schmidt-Foß      |
| Lunt            | Roger Walker       | Peter Groeger           |
| Doktor Henri    | Stephane Cornicard | Peter Reinhardt         |
| Nanny Hawkins   | Rita Davies        | Sonja Deutsch           |

## Kritik
Das Lexikon des internationalen Films schrieb: „Dramaturgisch stimmig und mit einer ruhigen Bildsprache gelingt eine überzeugende Lesart des Klassikers, die mit ihrem geschickt eingegrenzten Mikrokosmos die Atmosphäre der Zeit und den Diskurs über den Zusammenbruch alter Wertesysteme angesichts des epochalen Wandels spiegelt.“
Ekkehard Knörer kam in der tageszeitung dagegen zum Schluss, dass die Verfilmung der Romanvorlage nicht gerecht werde. Das Hauptproblem liege darin, „dass der Film das zentrale Thema, das Verhältnis der Figuren zum Katholizismus nämlich, simplifiziert und verfälscht. Aus der tiefen Ambivalenz des selbst zum katholischen Glauben konvertierten [...] Exzentrikers Waugh wird hier eine simple Abrechnung mit himmelschreiender Bigotterie.“ Unter der Oberfläche sei die Verfilmung „hohl und banal und damit das ganze Gegenteil des Romans.“
A. O. Scott kritisierte in der New York Times den Film als tedious, confused and banal („langatmig, wirr und banal“). Der Rezensent wies darauf hin, dass im Roman sowie in der Verfilmung von 1981 gesellschaftliche Normen, religiöse Verpflichtungen und sexuelle Tabus in einem komplexen Geflecht der Lebensrealität der damaligen Zeit dargestellt werden. Allerdings: None of it registers with any force in this lazy, complacent film, which takes the novel’s name in vain. („Nichts davon erscheint mit Nachdruck in diesem trägen, selbstgefälligen Film, der den Titel des Romans zu Unrecht trägt.“).
Im Spiegel Online sah Daniel Sander bei der Neuverfilmung eine große Vorsicht im Hinblick auf die Fangemeinde des Romans sowie der Verfilmung von 1981. „Blass und nobel wie seine Charaktere ist dieser Film – aber auch völlig mutlos. Die lang erwartete Kinofassung von Evelyn Waughs Jahrhundertroman ‚Wiedersehen mit Brideshead‘ ist viel zu vorsichtig, um selbst ein Klassiker zu werden.“

## Hintergrund
Ursprünglich waren David Yates als Regisseur sowie Paul Bettany als Charles, Jude Law als Sebastian und Jennifer Connelly als Julia vorgesehen. Als Schloss Brideshead sollte Chatsworth House dienen. Yates’ Engagement als Regisseur von Harry Potter und der Orden des Phönix verhinderte das Zustandekommen des Projekts in dieser Konstellation. Mit Julian Jarrold als Regisseur und anderen Hauptdarstellern wurde der Film im Sommer 2007 gedreht. Wie schon bei der Verfilmung von 1981 entstanden die Aufnahmen, die das fiktive Schloss Brideshead betreffen, auf Castle Howard. Die Weltpremiere war am 25. Juli 2008 in New York City, die deutsche Erstaufführung fand am 20. November 2008 statt. Wegen der angedeuteten Sexszene zwischen Hayley Atwell und Matthew Goode sowie der zahlreichen Szenen, in denen geraucht wird, erhielt der Film in den USA die verschärfte Jugendschutzwarnung PG-13 (für Unterdreizehnjährige möglicherweise ungeeignet) und in Großbritannien sowie Irland die Einstufung 12A (für Unterzwölfjährige nur in Begleitung Erwachsener zugänglich). Die deutsche FSK gab den Film dagegen ab 6 Jahren frei.

## Bildträger
- Wiedersehen mit Brideshead. Concord Home Entertainment, München 2009 (DVD, deutsch und englisch, aber ohne englische Untertitel).